# Matts Leiderstam

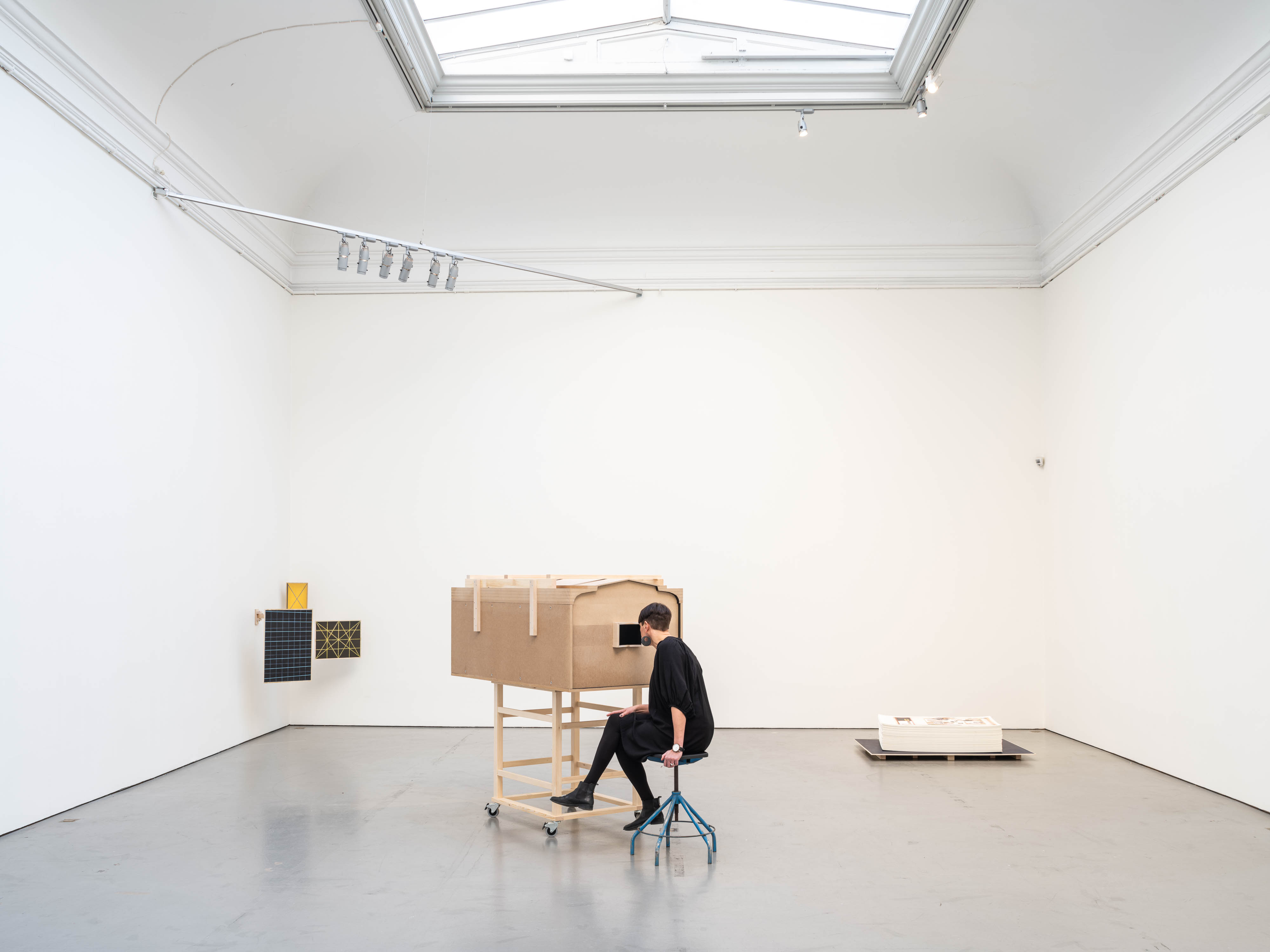
"Vad gör rutnätet?", Konstakademien, Stockholm 2022. Foto: Jean-Baptiste Béranger

Matts Herman Kristoffer Leiderstam, född 22 april 1956 i Göteborg, är en svensk konstnär. 
Matts Leiderstam arbetade som drejarlärling vid Rörstrands Porslinsfabrik i Lidköping 1974–1977. Han utbildade sig sedan till bildlärare vid Konstfack i Stockholm 1977–1981 och till konstnär vid Valands konsthögskola i Göteborg 1984–1989. Han disputerade 2006 vid Konsthögskolan i Malmö. Han bor och arbetar i Stockholm.
Sedan slutet av 1980talet har Matts Leiderstam i sitt konstnärskap varit i en ständig dialog med måleriets historia och blicken. Han söker metodiskt alternativa, queer-a, berättelser i förhållande till konsthistorien. Han har i en rad verk studerat och sedan parafraserat äldre måleri som en iscensättning av de strukturer som konstnärer historiskt använt sig av för organisationen av blicken och dess spel. Under de senaste åren har Leiderstam arbetat med en serie verk som på olika sätt förhåller sig till rutnätet som visuell struktur. "Vad gör rutnätet? och "Vad gör en målning?" är de till synes enkla, men komplexa, frågor som guidar Leiderstam och som ställs i relation till både måleri och samtidens teknologi. Parallellt med sitt konstnärskap har Leiderstam arbetat som professor i fri konst vid Konsthögskolan i Malmö 1997–2001 och 2011–2018, och senast som forskare och extern handledare vid samma institution 2019–2023. Leiderstam ingick, tillsammans med Miya Yoshida och Sopowan Boonnimitra, i den första grupp av doktorander ifrån Konsthögskolan i Malmö som avlade en konstnärlig doktorsexamen vid Lunds universitet 2006. Sedan 2022 är han ordförande för Sveriges Bildkonstnärsfond som ingår i Konstnärsnämnden, och 2023 tilldelades han Prins Eugen-medaljen.

## Några soloutställningar i urval
Dalslands konstmuseum, Upperud 2023; Andréhn-Schiptjenko, Stockholm 2023; Kungliga Akademien för de fria konsterna, Stockholm 2022; Tomelilla konsthall 2021; Wilfried Lentz, Rotterdam 2017; Collectors Space, Istanbul 2016; Lunds konsthall 2015; Kunsthalle Düsseldorf, Düsseldorf 2010; Malmö konstmuseum 2010; Åbo konstmuseum 2010; Grazer Kunstverien, Graz 2010; Badischer Kunstverein, Karlsruhe 2007; Kunstmuseum Liechtenstein, Vaduz 2006; Göteborgs konsthall 2005; Magasin III, Stockholm 2005. 

## Några grupputställningar i urval
Sömnlösa nätter, Moderna museet, Stockholm 2023–2024; (Invisible), Malmö konstmuseum 2021; Generation, Borås konstmuseum 2020; Art Encounters Biennal, Timișoara 2019; Snart nog: konst och handling, Tensta Konsthall Stockholm 2018; The 11th Shanghai Biennale, Shanghai 2016; In Search of Matisse, Henie-Onstad kunstsenter, Oslo 2015; 8th Berlin Biennale, Berlin 2014; Ciclorama, Museo Tamayo, Mexico City 2013; Pandemonium: Art in a Time of 'Creativity Fever' Göteborgs Internationella Konstbiennal 2011; Lust & Last Nationalmuseum, Stockholm 2011; Modernautställningen 2010, Moderna museet Stockholm 2010.

## Museisamlingar i urval
Buffalo AKG Art Museum, Buffalo, New York; Eskilstuna konstmuseum; Göteborgs konstmuseum. ; Henie-Onstad kunstsenter; Huis Marseille – Museum for Photography, Amsterdam; Iziko – South African National Gallery, Kapstaden; Kunstmuseum Liechtenstein, Vaduz; Magasin III, Stockholm; Malmö konstmuseum, Moderna museet, Stockholm; Museo Tamayo, Mexico City;  Museum Voorlinden in Wassenaar; Norrköpings konstmuseum; Seattle Art Museum; Uppsala konstmuseum.